# 东阿格德尔

东阿格德尔郡在挪威的位置

东阿格德尔（挪威語： 聆听ⓘ）是挪威南部已撤銷的郡，首府为阿伦达尔。东阿格德尔郡面积9157平方公里，人口104,759（2007年），曾是挪威人口第18大郡。
2020年1月1日东阿格德尔郡与西阿格德尔郡合并成立了新的阿格德尔郡。

## 市镇
东阿格德尔郡有15个市镇，如下：
| 东阿格德尔郡市镇 | 1. 奧姆利（Åmli） 2. 阿伦达尔（Arendal） 3. 比爾克內斯（Birkenes） 4. 比格蘭（Bygland） 5. 比克勒（Bykle） 6. 埃維耶-霍爾恩內斯（Evje og Hornnes） 7. 弗羅蘭（Froland） 8. 耶爾斯塔（Gjerstad） 9. 格里姆斯塔（Grimstad） 10. 伊韋蘭（Iveland） 11. 利勒桑（Lillesand） 12. 里瑟尔（Risør） 13. 特韋德斯特蘭（Tvedestrand） 14. 瓦勒（） 15. 韋戈爾什黑（Vegårshei） |